# Mirande
Mirande je francouzská obec v departementu Gers v regionu Midi-Pyrénées. V roce 2010 zde žilo 3 685 obyvatel. Je centrem arrondissementu Mirande.

## Vývoj počtu obyvatel
Počet obyvatel 